# Jeux panaméricains de 1959
Navigation
Édition précédente Édition suivante
Les 3e Jeux panaméricains ont eu lieu du 27 août au 7 septembre 1959 à Chicago. 2 263 athlètes représentant 25 nations étaient aux prises dans 18 sports. La voile figure pour la première fois au programme de cette compétition.

## Pays participants
| - Argentine - Antilles néerlandaises - Bahamas - Bermudes - Brésil - Canada - Chili - Costa Rica | - Cuba - Salvador - Équateur - États-Unis - Guatemala - Guyana - Haïti - Jamaïque | - Mexique - Nicaragua - Panama - Pérou - Porto Rico - République dominicaine - Uruguay - Venezuela |

## Sports
| - Athlétisme (résultats) - Aviron - Basket-ball - Baseball - Boxe (résultats) - Cyclisme (résultats) | - Équitation - Escrime - Football - Gymnastique - Haltérophilie - Lutte | - Natation - Pentathlon moderne - Tennis (résultats) - Tir - Voile - Volley-ball |

## Tableau des médailles
| Rang | Nation                 | Or  | Argent | Bronze | Total |
| ---- | ---------------------- | --- | ------ | ------ | ----- |
| 1    | États-Unis             | 115 | 69     | 52     | 236   |
| 2    | Argentine              | 9   | 19     | 11     | 39    |
| 3    | Brésil                 | 8   | 8      | 6      | 22    |
| 4    | Mexique                | 6   | 11     | 12     | 29    |
| 5    | Canada                 | 5   | 19     | 24     | 48    |
| 6    | Chili                  | 5   | 2      | 6      | 13    |
| 7    | Jamaïque               | 2   | 4      | 8      | 14    |
| 8    | Cuba                   | 2   | 4      | 4      | 10    |
| 9    | Bahamas                | 2   | 0      | 0      | 2     |
| 10   | Venezuela              | 1   | 7      | 7      | 15    |
| 11   | Uruguay                | 1   | 3      | 4      | 8     |
| 12   | Panama                 | 0   | 4      | 4      | 8     |
| 13   | Pérou                  | 0   | 2      | 5      | 7     |
| 14   | Porto Rico             | 0   | 2      | 4      | 6     |
| 15   | Équateur               | 0   | 1      | 1      | 2     |
| 16   | Guyane britannique     | 0   | 0      | 3      | 3     |
| 17   | Antilles néerlandaises | 0   | 0      | 1      | 1     |
| 17   | Guatemala              | 0   | 0      | 1      | 1     |